# Brustgurt (Kanusport)

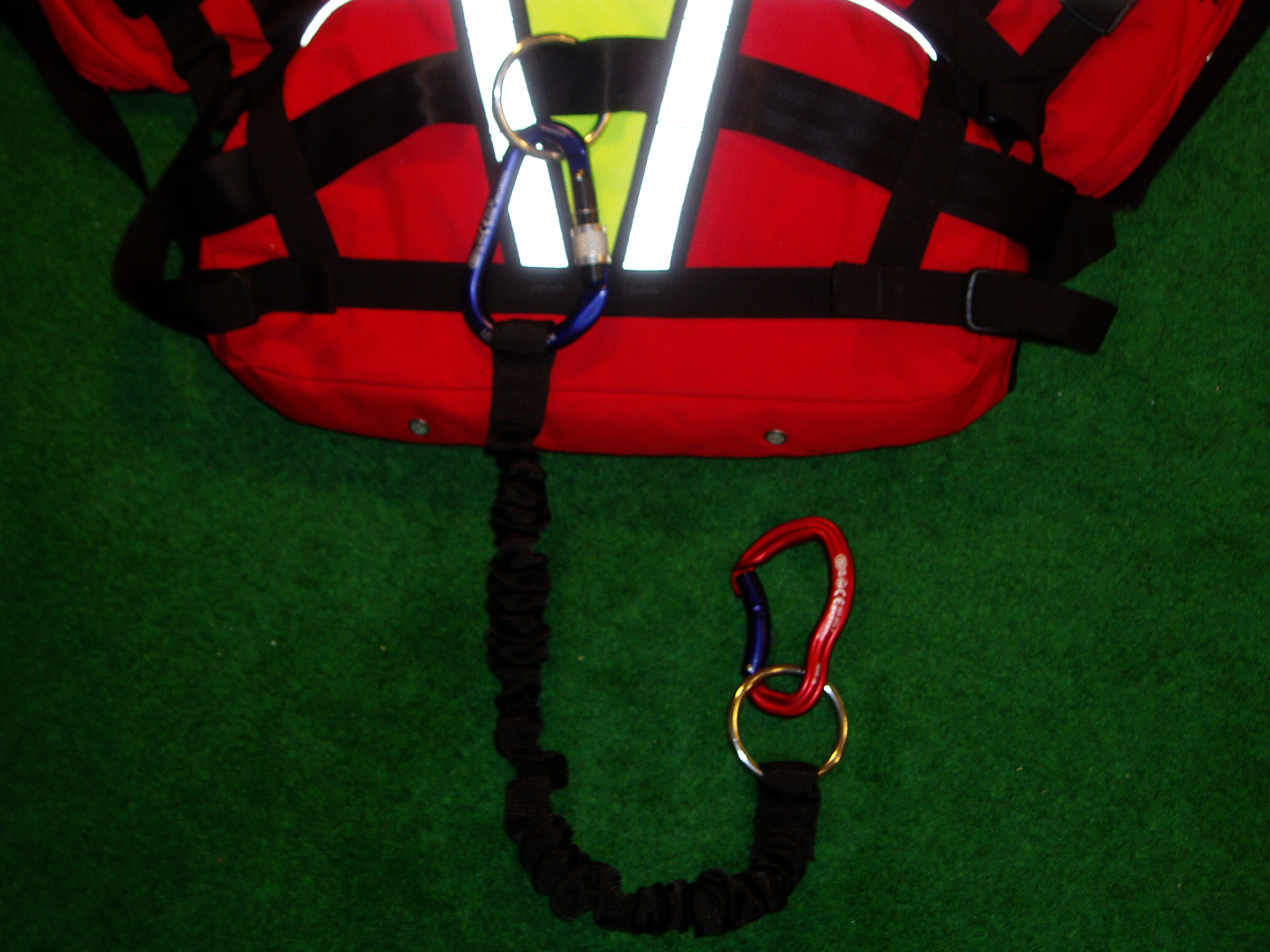
Cowtail befestigt an einem Brustgurt.

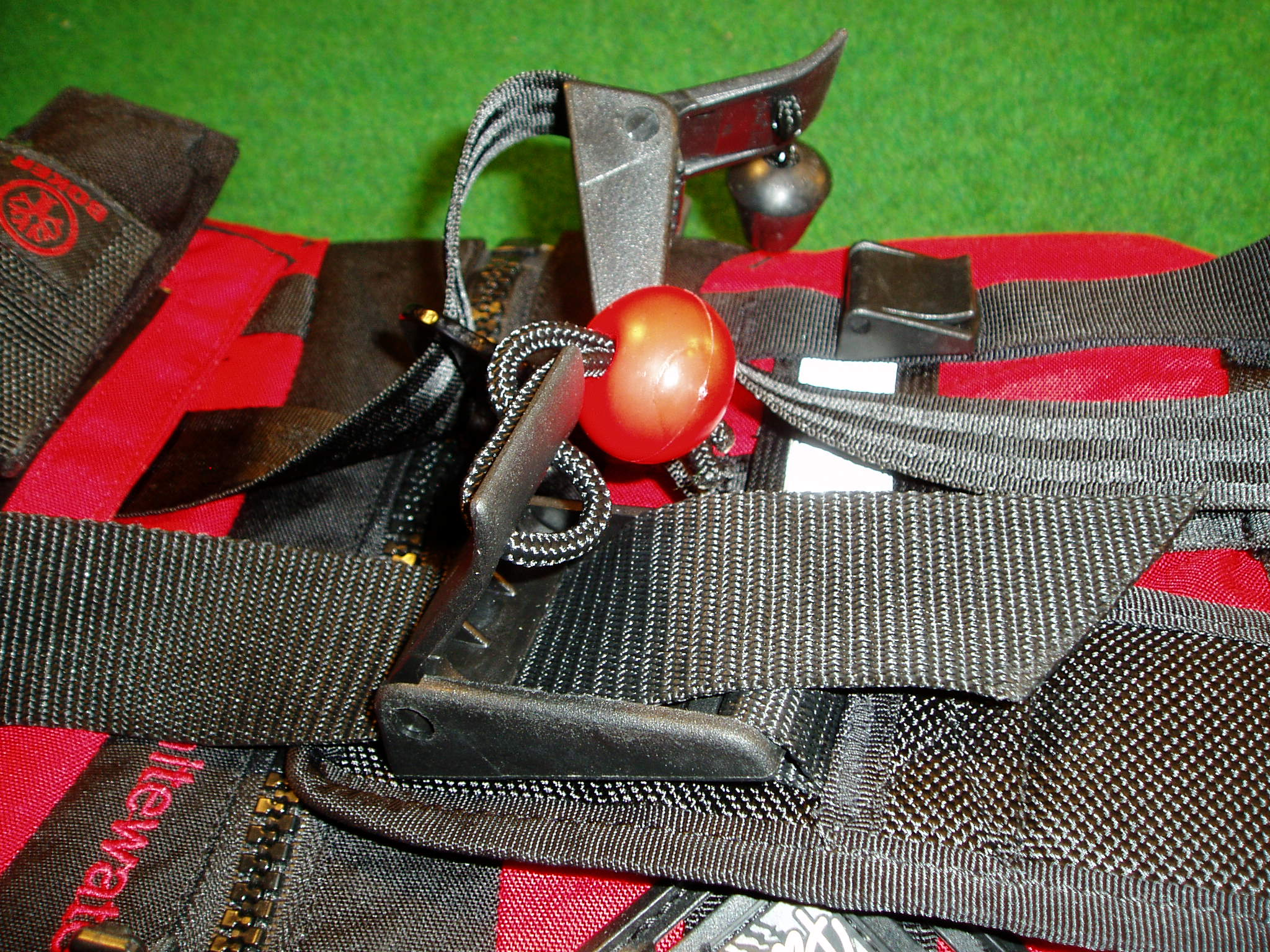
Brustgurt einmal direkt, und einmal mit Metallplatte.

Ein Brustgurt ist aus dem Klettergurt entwickelter Gurt um eine Schwimmweste für das Wildwasserpaddeln.
Die erste Weste mit Gurt kam 1981 auf dem Markt. Die zuvor verwendeten Klettergurte ließen sich nicht unter Last öffnen. 1986 erlaubte die erste Weste mit einem Brustgurt mit Mehrfachumlenkung die Sicherung eines Helfers. An dem Brustgurt kann ein Cowtail mit einem Kajakkarabiner befestigt werden zur Rettung eines gekenterten Kanuten. Um eine Lösung zu gewährleisten, sollte hierbei die Mehrfachumlenkung nicht verwendet werden. Der Kajakkarabiner lässt sich durch seine überstehende Fangnase besser einhaken. Bei einer Sicherung mit einer Rettungswurfleine ist zur Zugentlastung hingegen die Metallplatte zu verwenden. Der Brustgurt ist nicht zur Sicherung beim Klettern oder Abseilen geeignet. Obwohl nicht dafür vorgesehen, wird der Brustgurt auch zur Materialbergung verwendet.